# Denis Moutel

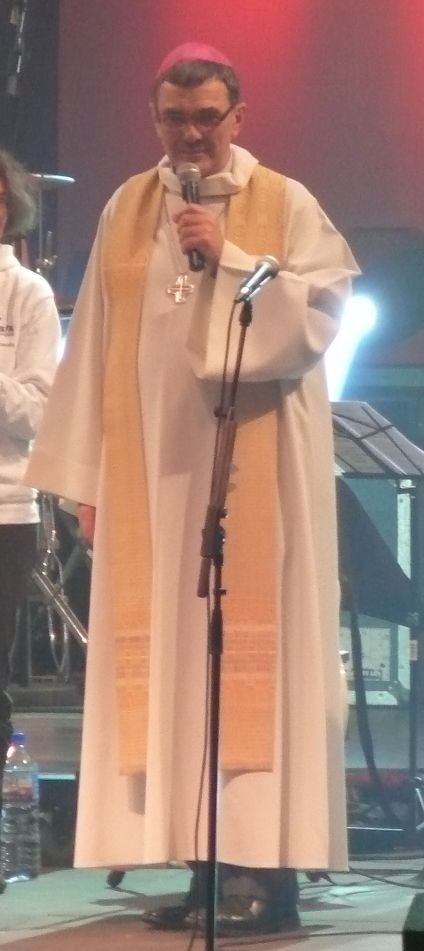
Bischof Moutel (2012)

Denis Moutel (* 6. Januar 1952 in Ancenis) ist ein französischer Priester und Bischof von Saint-Brieuc.

## Leben
Denis Moutel empfing am 11. Juni 1977 die Priesterweihe.
Papst Benedikt XVI. ernannte ihn am 20. August 2010 zum Bischof von Saint-Brieuc. Der Erzbischof von Rennes, Pierre d’Ornellas, spendete ihm am 10. Oktober desselben Jahres die Bischofsweihe; Mitkonsekratoren waren Lucien Fruchaud, Altbischof von Saint-Brieuc, und Jean-Paul James, Bischof von Nantes. Als Wahlspruch wählte er Diecti Dei.